# Franz Xaver Duschek
Franz Xaver Duschek, född 8 december 1731 i Chotěborky, död 12 februari 1799 i Prag, var en tjeckisk cembalist och pianist.
Duschek studerade till präst på en jesuitskola i Hradec Kralove innan han flyttade till Wien för att lära sig spela cembalo med Georg Christoph Wagenseil som lärare. Han etablerade sig sedan själv som klaverlärare i Prag runt 1770, då han grundade den första tjeckiska pianoskolan. Bland eleverna fanns bland andra Leopold Kozeluch och blivande hustrun Josefina Hambacher som han gifte sig med 1776. På besök i Salzburg 1777 lärde han känna Mozart och hade senare denne som gäst då han skrev Don Giovanni för operan i Prag.
Franz Xaver Duschek dog i Lichtensteinpalatset, som numera är Academy of Performing Arts in Prague.

## Verk i urval
- 41 Symfonier
- 4 Pianokonserter (G, C, Ess, D)
- 2 Violinkonserter
- 17 Pianosonater
- 4 Pianotrios (F, G, D, Ess)
- 1 Pianokvartett (G-dur)
- 1 Pianokvintett (G-dur)
- 6 Pianosonatiner
- 13 Menuetter
- 5 Partitor för 2 oboer och fagott (G, F, G, C, C)
- 6 Partitor för blåskvintett (F, d-moll, A, F, G, F)
- 36 Partitor för blåssextett